# Gerhard Armauer Hansen
Gerhard Armauer Hansen (teljes nevén Gerhard Henrik Armauer Hansen; Bergen, Norvégia, 1841. július 29. – Florø, Norvégia, 1912. február 12.) norvég orvos, patológus, biológus, a Norvég Tudományos Akadémia tagja. 1873-ban ő izolálta a  Mycobacterium leprae-t, a lepra kórokozóját.

## Családja
Első felesége Stephanie Marie volt 1873-ban; második felesége pedig Johann Mrgrethe Tidemand (1875 - 1912). Gyermeke Daniel Cornelius Armauer Hansen.

## Életpályája
Az osloi egyetemen szerzett diplomát. 

## Könyvei
- Les mémoires de Hansen: Preface de Frederick B. Watt